# Colobothea sexagglomerata
Colobothea sexagglomerata är en skalbaggsart som beskrevs av Dmytro Zajciw 1962. Colobothea sexagglomerata ingår i släktet Colobothea och familjen långhorningar. Inga underarter finns listade i Catalogue of Life.